# Zábřezí-Řečice
Zábřezí-Řečice je obec v okrese Trutnov v Královéhradeckém kraji. Žije v ní 146 obyvatel.

## Historie
První písemná zmínka o obci pochází z roku 1238.

## Obyvatelstvo
| Rok            | 1869 | 1880 | 1890 | 1900 | 1910 | 1921 | 1930 | 1950 | 1961 | 1970 | 1980 | 1991 | 2001 | 2011 | 2021 |
| -------------- | ---- | ---- | ---- | ---- | ---- | ---- | ---- | ---- | ---- | ---- | ---- | ---- | ---- | ---- | ---- |
| Počet obyvatel | 307  | 276  | 301  | 270  | 250  | 261  | 249  | 184  | 206  | 162  | 151  | 133  | 142  | 143  | 137  |
| Počet domů     | 53   | 54   | 54   | 54   | 53   | 54   | 54   | 50   | 52   | 50   | 46   | 57   | 64   | 51   | 66   |

## Obecní správa
Obec Zábřezí-Řečice vznikla 1. září 1990 sloučením dvou částí, jimiž jsou Zábřezí a Řečice.

### Části obce
- Řečice
- Zábřezí

### Obecní symboly
Znak a vlajka byly obci uděleny rozhodnutím předsedkyně Poslanecké sněmovny Parlamentu České republiky dne 13. října 2023.